# Маслов, Сергей Николаевич (лётчик)
Сергей Николаевич Маслов (13 декабря 1933 — 24 апреля 2011) — советский военный лётчик и военачальник, командующий ВВС Сибирского военного округа, Заслуженный военный лётчик СССР (17.08.1978 г.), генерал-лейтенант авиации, военный лётчик-снайпер.

## Биография
Сергей Николаевич Маслов родился 13 декабря 1933 года в Ленинграде. Во время войны проживал в блокадном Ленинграде. В 1951 году окончил среднюю школу и одновременно Ленинградский аэроклуб. В 1955 году окончил Армавирское высшее военное авиационное Краснознамённое училище лётчиков. Проходил службу на командных лётных должностях.
В 1973 году окончил Военно-воздушную академию имени Ю. А. Гагарина, а в 1981 году — Высшие академические курсы при Военной академии Генерального штаба Вооруженных сил СССР. Командовал полком, дивизией. С 29 августа 1981 года — командующий ВВС Сибирского военного округа. С 1983 по 1985 годы принимал участие в Афганской войне в должности советника главнокомандующего Военно-воздушными силами и противовоздушной обороны. Выполнил более 400 боевых вылетов. За весь период службы освоил более двадцати типов истребителей, общий налет составил более 6000 часов.
С 1985 года — заместитель председателя Центрального комитета Добровольного общества содействия армии, авиации и флоту СССР (ДОСААФ). Курировал 34 учебных авиационных центра и 1590 аэроклубов ДОСААФ.
За большой вклад в возрождение духовности в Вооруженных силах Российской Федерации награждён патриархом Московским и всея Руси Алексием Вторым медалью Сергия Радонежского 1-й степени.
С 1991 года — в отставке.
Умер 24 апреля 2011 года. Похоронен на Северном кладбище в Санкт-Петербурге.

Могила Маслова на Северном кладбище Санкт-Петербурга.

## Награды
Награждён двумя орденами Красного Знамени, орденом Красной Звезды, орденом Красного Знамени ДРА, более чем тридцатью медалями, в том числе медаль Федерации космонавтики Российской Федерации имени первого в стране трижды Героя Советского Союза А. И. Покрышкина, нагрудными знаками «Житель блокадного Ленинграда» и «Воину—интернационалисту», медалью ЦС РОСТО «Первый трижды Герой Советского Союза А. И. Покрышкин», медалью Сергия Радонежского 1-й степени.

## Квалификация, звания и премии
- Заслуженный военный лётчик СССР — Указ Президиума Верховного Совета СССР № 535 от 17.08.1978 г.
- Военный лётчик-снайпер